# Мідзукі Ітіро
Мідзукі Ітіро (яп. 水木 一郎), справжнє ім'я Хаякава Тосіо (яп. 早川 俊夫, 7 січня 1948, Токіо, Японія — 6 грудня 2022) — японський анісон-співак, композитор, актор. Відомий як "Анікі". Один з найвпливовіших співаків у історії музики Японії.
У долі Ітіро Мідзукі став поворотним 1968 рік, принісши йому не тільки всеамериканську, але й світову славу.  Першим синглом Мідзукі на Nippon Columbia стала чуттєва блюзова композиція «Kimi ni sasageru Boku no Uta».
Мідзукі також брав учась у зйомках фільмів як актор. Він довів техніку акторської майстерності до найвищого рівня в токусацу «Jikuu Senshi Spielvan» (1986) і «Войцлаггер» (1999).
З 2000 року Ітіро Мідзукі виступає в складі музичного ансамблю JAM Project і починає писати пісні разом з його засновником Хіронобу Кагеяма, Масаакі Ендоу, Еідзо Сакамото і Ріка Мацумото.

## Дискографія

### Сингли
- Липень 1968: Kimi ni sasageru Boku no Uta (君にささげる僕の歌)
- Квітень 1970: Dare mo inai Umi (誰もいない海)
- 21 листопада 1990: Natsukashi Kutte Hero ~I'll Never Forget You!~ (懐かしくってヒーロー~I'll Never Forget You!~)
- 1 червня 1992: Natsukashi Kutte Hero PartII ~We'll Be Together Forever!~ (懐かしくってヒーロー・PartII~We'll Be Together Forever!~)
- 21 січня 1994: SEISHUN FOR YOU ~Seishun no Uta~ (SEISHUN FOR YOU~青春の詩~)
- 3 вересня 1997: 221B Senki Single Version (221B戦記 シングルバージョン)
- 1 вересня 1999: Golden Rule ~Kimi wa mada Maketenai!~ (Golden Rule~君はまだ負けてない!~) / Miage te goran Yoru no Hoshi wo (見上げてごらん夜の星を)
- 7 червня 2006: Goushaku! Choujin Neiger ~Kendaga omedaji~ (豪石!超神ネイガー~見だがおめだぢ~) / Tooi Kaze no Naka de (遠い風の中で)
- 23 січня 2008: Nanno koreshiki Furoshikiman (なんのこれしき ふろしきマン) / Fighter the FUGU
- 16 вересня 2009: Choujin Neiger ~Seigi no Inaho~ (超神ネイガー~正義ノ稲穂~) / Yume Kariudo (夢刈人)

### Альбоми
- 21 червня 1989: OTAKEBI Sanjou! Hoeru Otoko Ichiro Mizuki Best (OTAKEBI参上!吠える男 水木一郎ベスト)
- 1 травня 1990: Ichiro Mizuki OTAKEBI 2 (水木一郎 OTAKEBI2)
- 1 вересня 1990: Ichiro Mizuki All Hits Vol.1 (水木一郎 大全集Vol.1)
- 21 лютого 1991: Ichiro Mizuki All Hits Vol.2 (水木一郎 大全集Vol.2)
- 21 квітня 1991: Ichiro Mizuki Ballade Collection ~SASAYAKI~ Vol.1 (水木一郎バラード・コレクション～SASAYAKI～Vol.1)
- 21 серпня 1991: Ichiro Mizuki All Hits Vol.3 (水木一郎 大全集Vol.3)
- 21 лютого 1992: Ichiro Mizuki All Hits Vol.4 (水木一郎 大全集Vol.4)
- 21 серпня 1992: Ichiro Mizuki All Hits Vol.5 (水木一郎 大全集Vol.5)
- 21 квітня 1993: Dear Friend
- 21 січня 1994: Ichiro Mizuki no Tanoshii Asobi Uta (水木一郎のたのしいあそびうた)
- 19 серпня 1995: Ichiro Mizuki Best & Best (水木一郎 ベスト&ベスト)
- 19 липня 1997: ROBONATION Ichiro Mizuki Super Robot Complete (ROBONATION 水木一郎スーパーロボットコンプリート)
- 21 березня 1998: Neppuu Densetsu (熱風伝説)
- 30 січня 1999: Neppuu Gaiden -Romantic Master Pieces- (熱風外伝-Romantic Master Pieces-)
- 21 листопада 2001: Aniki Jishin ~30th Anniversary BEST~ (アニキ自身~30th Anniversary BEST~)
- 4 серпня 2004: Ichiro Mizuki Best of Aniking -Red Spirits- (水木一郎 ベスト・オブ・アニキング -赤の魂-)
- 6 жовтня 2004: Ichiro Mizuki Best of Aniking -Blue Spirits- (水木一郎 ベスト・オブ・アニキング -青の魂-)
- 26 грудня 2007: Dear Friend 2007 ~Futari no Anison~ (Dear Friend 2007 ~ふたりのアニソン~)
- 27 лютого 2008: Debut 40th Anniversary: Ichiro Mizuki Best (デビュー40周年記念 水木一郎 ベスト)
- 2 липня 2008: Ichiro Mizuki Debut 40th Anniversary CD BOX: Michi ~road~ (水木一郎デビュー40周年記念CD-BOX 道~road~)
- 16 липня 2008: WAY ~GRAND ANIKI STYLE~
- 17 грудня 2008: Debut 40th Anniversary: Ichiro Mizuki TV Size Shudaika Best (デビュー40周年記念 水木一郎TVサイズ主題歌ベスト)

## Список відомих пісень

### Пісні аніме
- Genshi Shounen Ryuu ga Yuku (原始少年リュウが行く) (Тема опенінгу Первісний хлопчик Рю)
- Mazinger Z (マジンガーZ) (Відкривається тема Мазінгер Зет)
- Bokura no Mazinger Z (ぼくらのマジンガーZ) (Тема закінчення Мазінгер Зет)
- Babel Nisei (バビル2世) (Тема опенінгу Вавилон Другий)
- Seigi no Chou Nouryoku Shounen (正義の超能力少年) (Тема закінчення Вавилон Другий)
- Ore wa Great Mazinger (おれはグレートマジンガー) (Тема опенінгу Великий Мазінгер)
- Yuusha wa Mazinger (勇者はマジンガー) (Тема закінчення Великий Мазінгер)
- Tekkaman no Uta (テッカマンの歌) (Тема опенінгу Космічний лицар Теккамен)
- Space Knights no Uta (スペースナイツの歌) (Тема закінчення Космічний лицар Теккамен)
- Koutetsu Jeeg no Uta (鋼鉄ジーグのうた) (Тема опенінгу Сталевий Джиг)
- Hiroshi no Theme (ひろしのテーマ) (Тема закінчення Сталевий Джиг)
- Combattler V no Theme (コン・バトラーVのテーマ) (Тема опенінгу Суперелектромагнетичний робот Комбаттлер V)
- Yuke! Combattler V (行け!コン・バトラーV) (Тема закінчення Суперелектромагнетичний робот Комбаттлер V)
- Tatakae! Gakeen (たたかえ!ガ・キーン) (Тема опенінгу Магнетичний робот Га-Кин, з Міцуко Хоріє)
- Takeru to Mai no Uta (猛と舞のうた) (Тема закінчення Магнетичний робот Га-Кин, з Міцуко Хоріє)
- Try Attack! Mechander Robo (トライアタック!メカンダーロボ) (Відкривається тема Робот Механдер)
- Sasurai no Hoshi Jimmy Orion (さすらいの星 ジミーオリオン) (Закінчення тема Робот Механдер)
- Hyouga Senshi Guyslugger (氷河戦士ガイスラッガー) (Відкривається тема Гайслаггер)
- Chichi wo Motomete (父をもとめて) (Закінчення тема Суперелектромагнітна машина Вольтес V)
- Choujin Sentai Baratack (超人戦隊バラタック) (Відкривається тема Бойовий оркестр суперменів Баратак)
- Grand Prix no Taka (グランプリの鷹) (Відкривається тема Емблема - стріла: Яструб Гран-Прі)
- Laser Blues (レーサーブルース) (Закінчення тема Емблема - стріла: Яструб Гран-Прі)
- Captain Harlock (キャプテンハーロック) (Відкривається тема Космічний пірат Капітан Харлок)
- Warera no Tabidachi (われらの旅立ち) (Закінчення тема Космічний пірат Капітан Харлок)
- Lupin Sansei Ai no Theme (ルパン三世愛のテーマ) (Закінчення тема Люпен III)
- Tatakae! Golion (斗え!ゴライオン) (Відкривається тема Вольтрон)
- Gonin de Hitotsu (五人でひとつ) (Закінчення тема Вольтрон)
- Game Center Arashi (ゲームセンターあらし) (Відкривається тема Ігровою центр Арасі)
- Mawari Himawari Hero Hero-kun (まわりひまわりへろへろくん) (Відкривається тема Хэро Хэро-кун)
- SOULTAKER (Відкривається тема Викрадач Душ, з JAM Project)
- Sangou no Hitsugi (塹壕の棺) (Закінчення і відкривається тема (епізод 13) Годаннар, з Міцуко Хоріэ)
- ENGAGE!!! Godannar (ENGAGE!!!ゴーダンナー) (Відкривається тема Годаннар (другий сезон), з Міцуко Хоріэ)
- STORMBRINGER (Відкривається тема Сталевою Джиг 2, як частка JAM Project)

### Пісні до відеоігор
- Double Impact (ダブル・インパクト) (Пісня тема Ganbare Goemon ~Neo Momoyama Bakufu no Odori~)
- Ara buru Damashii (荒ぶる魂+α) (Пісня зображення Войны супер-роботов α)
- STEEL SOUL FOR YOU (Пісня зображення Войны супер-роботов α, з Хіронобу Кагеяма)
- Tomo yo ~Super Robot Wars Alpha~ (戦友よ。~SUPER ROBOT WARS α~) (Пісня зображення Війни супер-роботів α)
- Wa ni Teki Nashi (我ニ敵ナシ) (Пісня зображення Війни супер-роботів α)
- Denkou Sekka Volder (電光石火ヴォルダー) (Пісня тема Tatsunoko Fight)
- Gattai! Donranger Robo (合体!ドンレンジャーロボ) (Пісня вставка Taiko no Tatsujin: Tobikkiri! Anime Special)
- Kitto Motto Zutto (きっと もっと ずっと) (Пісня вставка Taiko no Tatsujin: Tobikkiri! Anime Special, з Міцуко Хоріє і Хіронобу Кагеяма)
- Hibike! Taiko no Tatsujin (響け!太鼓の達人) (Пісня вставка Taiko no Tatsujin: Tobikkiri! Anime Special, з Міцуко Хоріє і Хіронобу Кагеяма)

### Пісні до токусацу
- Bokura no Barom One (ぼくらのバロム1) (Відкривається тема Choujin Barom 1)
- Yuujou no Barom Cross (友情のバロム・クロス) (Закінчення тема Choujin Barom 1)
- Arashi yo Sakebe (嵐よ叫べ) (Відкривається тема Хенщін Ніндзя Аращі)
- Warera wa Ninja (われらは忍者) (Закінчення тема Хенщін Ніндзя Аращі)
- Hakaider no Uta (ハカイダーの歌) (Пісня вставка Неприродний гуманоїд Кікайдер)
- Saburou no Theme (三郎のテーマ) (Пісня вставка Неприродний гуманоїд Кікайдер)
- Shounen Kamen Rider Tai no Uta (少年仮面ライダー隊の歌) (Перший закінчення тема Камен Райдер V3)
- Robot Keiji (ロボット刑事) (Відкривається тема Robot Keiji)
- Susume Robot Keiji (進めロボット刑事) (Закінчення тема Robot Keiji)
- Shiro Shishi Kamen no Uta (白獅子仮面の歌) (Відкривається тема Shiro Shishi Kamen)
- Chest! Chest! Inazuman (チェスト!チェスト!イナズマン) (Закінчення тема Інадзуман)
- Setup! Kamen Rider X (セタップ!仮面ライダーX) (Відкривається тема Камен Райдер X)
- Ore wa X Kaizorg (おれはXカイゾーグ) (Закінчення тема Камен Райдер X)
- Inazuman Action (イナズマン・アクション) (Закінчення тема Інадзуман F)
- Ganbare Robocon (がんばれロボコン) (Перший відкривається тема Ganbare!! Robocon)
- Oira Robocon Robot dai! (おいらロボコンロボットだい!) (Другий відкривається тема Ganbare!! Robocon)
- Oira Robocon Sekai Ichi (おいらロボコン世界一) (Перший закінчення тема Ganbare!! Robocon)
- Robocon Ondou (ロボコン音頭) (Другий закінчення тема Ganbare!! Robocon)
- Hashire!! Robcon Undoukai (走れ!!ロボコン運動会) (Третій закінчення тема Ganbare!! Robocon)
- Robocon Gattsuracon (ロボコン ガッツラコン) (Четвертий закінчення тема Ganbare!! Robocon)
- Bouken Rockbat (冒険ロックバット) (Відкривається тема Bouken Rockbat)
- Tetsu no Prince Blazer (鉄のプリンス・ブレイザー) (Закінчення тема Bouken Rockbat)
- Kamen Rider Stronger no Uta (仮面ライダーストロンガーのうた) (Відкривається тема Камен Райдер Стронгер)
- Kyou mo Tatakau Stronger (きょうもたたかうストロンガー) (Другий закінчення тема Камен Райдер Стронгер, з Міцуко Хоріэ)
- Stronger Action (ストロンガーアクション) (Третій закінчення тема Камен Райдер Стронгер, з Міцуко Хоріэ)
- Yukuzo! BD7 (行くぞ!BD7) (Відкривається тема Shounen Tantei Dan)
- Shounen Tantei Dan no Uta (少年探偵団のうた) (Закінчення тема Shounen Tantei Dan)
- Shouri da! Akumaizer 3 (勝利だ!アクマイザー3) (Відкривається тема Akumaizer 3)
- Susume Zaiderbeck (すすめザイダベック) (Закінчення тема Akumaizer 3)
- Kagayaku Taiyou Kagestar (輝く太陽カゲスター) (Відкривається тема The Kagestar)
- Star! Star! Kagestar (スター!スター!カゲスター) (Закінчення тема The Kagestar)
- Tatakae! Ninja Captor (斗え!忍者キャプター) (Відкривається тема Ninja Captor, з Міцуко Хоріэ)
- Oozora no Captor (大空のキャプター) (Закінчення тема Ninja Captor, з Міцуко Хоріэ)
- Jigoku no Zubat (地獄のズバット) (Відкривається тема Пересувний Герой Зубат)
- Otoko wa Hitori Michi wo Yuku (男はひとり道をゆく) (Закінчення тема Пересувний Герой Зубат)
- Oh!! Daitetsujin One Seven (オー!!大鉄人ワンセブン) (Відкривається тема Daitetsujin 17)
- One Seven Sanka (ワンセブン讃歌) (Закінчення тема Daitetsujin 17)
- Kyouryuu Sentai Koseidon (恐竜戦隊コセイドン) (Відкривається тема Kyouryuu Sentai Koseidon)
- Koseidon March (コセイドンマーチ) (Закінчення тема Kyouryuu Sentai Koseidon)
- Battle Fever Sanka (バトルフィーバー讃歌) (Пісня вставка Бойовій Жар J)
- Battle Fever Dai Shutsugeki (バトルフィーバー大出撃) (Пісня вставка Бойовій Жар J)
- Yuke! Yuke! Megaloman (行け!行け!メガロマン) (Відкривається тема Megaloman)
- Waga Kokoro no Rozetta Hoshi (我が心のロゼッタ星) (Закінчення тема Megaloman)
- Moero! Kamen Rider (燃えろ!仮面ライダー) (Перший відкривається тема Камен Райдер (Скайрайдер))
- Otoko no Na wa Kamen Rider (男の名は仮面ライダー) (Другий відкривається тема Камен Райдер (Скайрайдер))
- Haruka naru Ai ni Kakete (はるかなる愛にかけて) (Перший закінчення тема Камен Райдер (Скайрайдер))
- Kagayake! 8-Nin Rider (輝け!8人ライダー) (Другий закінчення тема Камен Райдер (Скайрайдер))
- Junior Rider Tai no Uta (ジュニアライダー隊の歌) (Другий закінчення тема Камен Райдер Супер-1)
- Ashita ga Arusa (あしたがあるさ) (Пісня вставка Сонячні Спецсили Сан Вулкан)
- Umi ga Yondeiru (海が呼んでいる) (Пісня вставка Сонячні Спецсили Сан Вулкан)
- Kagayake! Sun Vulcan (輝け!サンバルカン) (Пісня вставка Сонячні Спецсили Сан Вулкан)
- Kimi wa Panther (君はパンサー) (Пісня вставка Сонячні Спецсили Сан Вулкан)
- Taiyou March (太陽マーチ) (Пісня вставка Сонячні Спецсили Сун Вулкан)
- Andro Melos (アンドロメロス) (Відкривається тема Andro Melos)
- Kaette Koiyo Andro Melos (帰ってこいよアンドロメロス) (Закінчення тема Andro Melos)
- Jikuu Senshi Spielvan (時空戦士スピルバン) (Відкривається тема Jikuu Senshi Spielvan)
- Kimi on Nakama da Spielvan (君の仲間だスピルバン) (Перший закінчення тема Jikuu Senshi Spielvan)
- Kesshou da! Spielvan (結晶だ!スピルバン) (Другий закінчення тема Jikuu Senshi Spielvan)
- Time Limit (タイムリミット) (Закінчення тема Супер Машина Металдер)
- Eien no Tameni Kimi no Tameni (永遠のために君のために) (Пісня вставка Камен Райдер BLACK RX)
- Just Gigastreamer (ジャスト・ギガストリーマー) (Пісня-вставка Tokkei Winspector)
- Yuusha Winspector (勇者ウインスペクター) (Пісня-вставка Tokkei Winspector)
- Yume mo Hitotsu no Nakama-Tachi (夢もひとつの仲間たち) (Пісня вставка Tokkei Winspector)
- Hoero! Voicelugger (ほえろ!ボイスラッガー) (Відкривається тема Войцлаггер)
- Samba de Gaoren (サンバ de ガオレン) (Пісня вставка Hyakujuu Sentai Gaoranger)
- Hyakujuu Gattai! Gaoking (百獣合体!ガオキング) (Пісня-вставка Hyakujuu Sentai Gaoranger)
- Tao (道) (Закінчення тема Juuken Sentai Gekiranger)

## Фільмографія

### Аніме
- Рат Хектор в «Koraru no Tanken» (TV)
- Командуючий Групи в «Space Carrier Blue Noah» (TV)
- Йолдо в «Дангайо» (OVA)
- La☆Keen в «Happy Lucky Bikkuriman» (TV)

### Телесеріали
- Доктор Бен в «Jikuu Senshi Spielvan»
- Войцлаггер Го́лд в «Войцлаггер»
- Шорюсаі Мідзукі в «Chou Ninja Tai Inazuma!! SPARK»

### Видеоігри
- Кеисар Ефес в «Війни супер-роботів α 3»